# شصية يوكونية
شصية يوكونية (الاسم العلمي:Uncinaria yukonensis) هي نوع من الحيوانات تتبع جنس الشصية من فصيلة الملقوات.